# Lötschbergtunnel

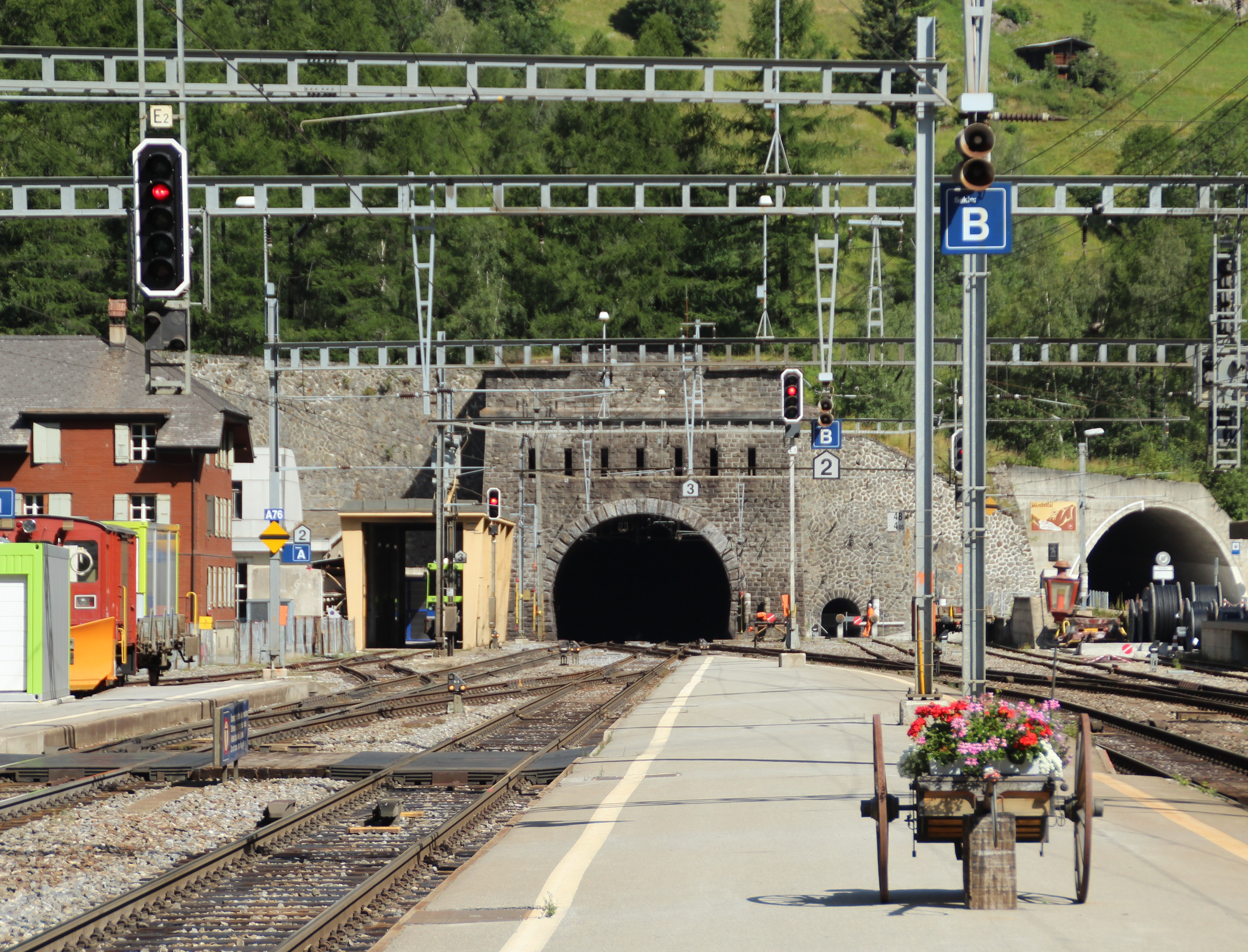
Südportal des Lötschbergtunnels in Goppenstein (2012)

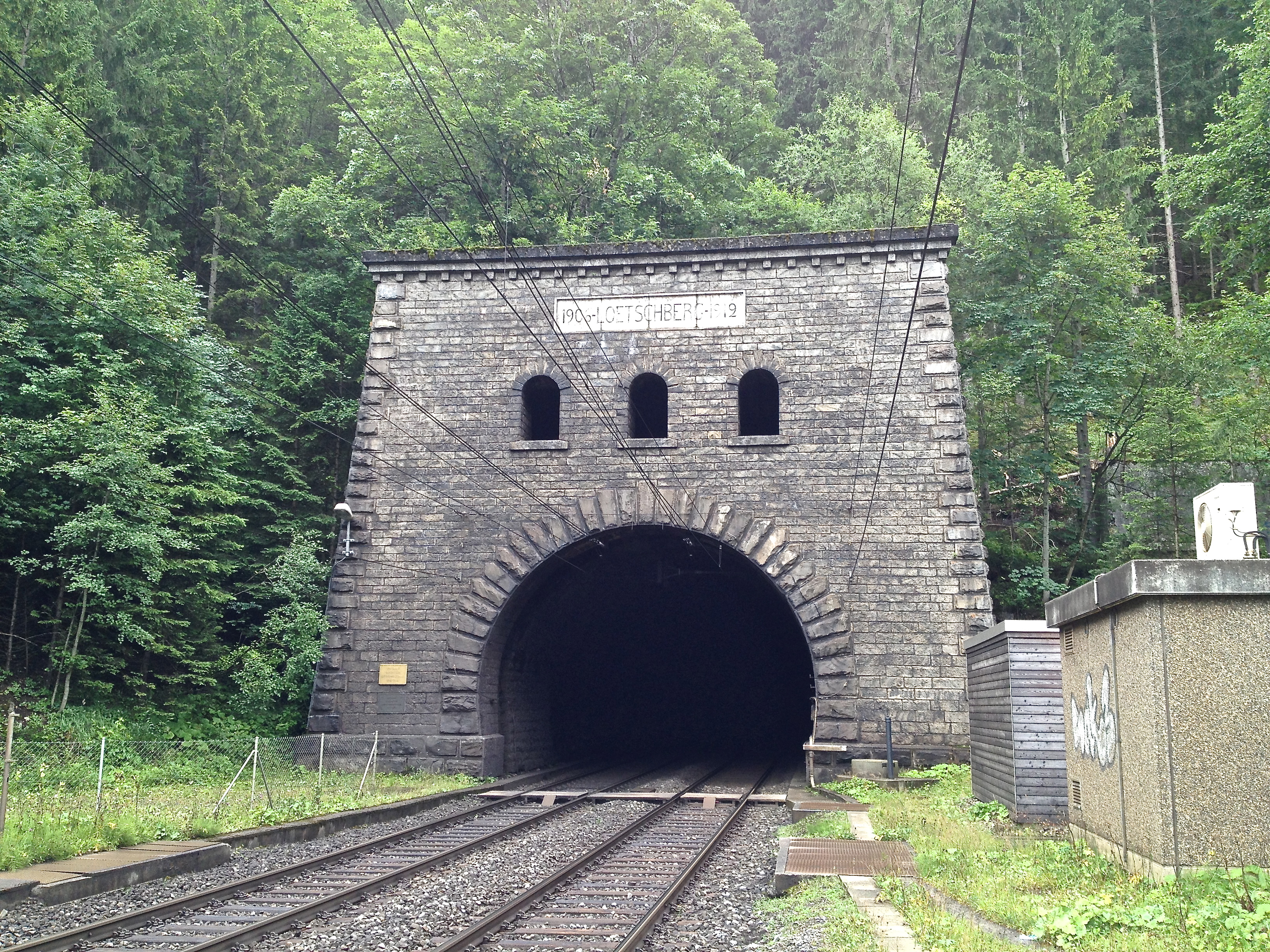
Nordportal in Kandersteg (2013)

Der Lötschbergtunnel ist ein 1913 eröffneter, 14,6 km langer Eisenbahntunnel der BLS Netz AG von Kandersteg nach Goppenstein in der Schweiz. Er ist ein einröhriger Doppelspurtunnel und Herzstück der Lötschberg-Bergstrecke von Spiez nach Brig im Schweizer Kanton Wallis.

## Planung
Als grösstes Bauwerk der Lötschberglinie sollte ein Tunnel das Kandertal mit dem Wallis verbinden. Der Projektleiter Wilhelm Teuscher studierte verschiedene Varianten, um die dort 3500 m hohen Alpen zu unterfahren. Die Varianten sahen einen ca. 7 km langen Scheiteltunnel im Gasterntal und zwei längere Tunnel vom Kanderplateau ins Lötschental vor. Schliesslich wurde die «Variante D» von Kandersteg nach Goppenstein mit einem 13'725 m langen Tunnel und einer geradlinigen Tunnelachse unter dem Balmhornmassiv gewählt. Der Tunnel wurde ursprünglich einspurig mit einer Ausweichstation für Zugkreuzungen von 500 m Länge in Tunnelmitte geplant.
Am 14. Juli 1906 erfolgte die erste Triangulations-Vermessung der Tunnelachse. Sie wurde wiederholt und von Prof. Baeschlin am 1. Oktober abgeschlossen, nachdem der erste Vermesser überraschend verstorben war. Der Bau des Tunnels wurde dem Baukonsortium Entreprise Générale du Lötschberg (EGL) übertragen.

## Bau

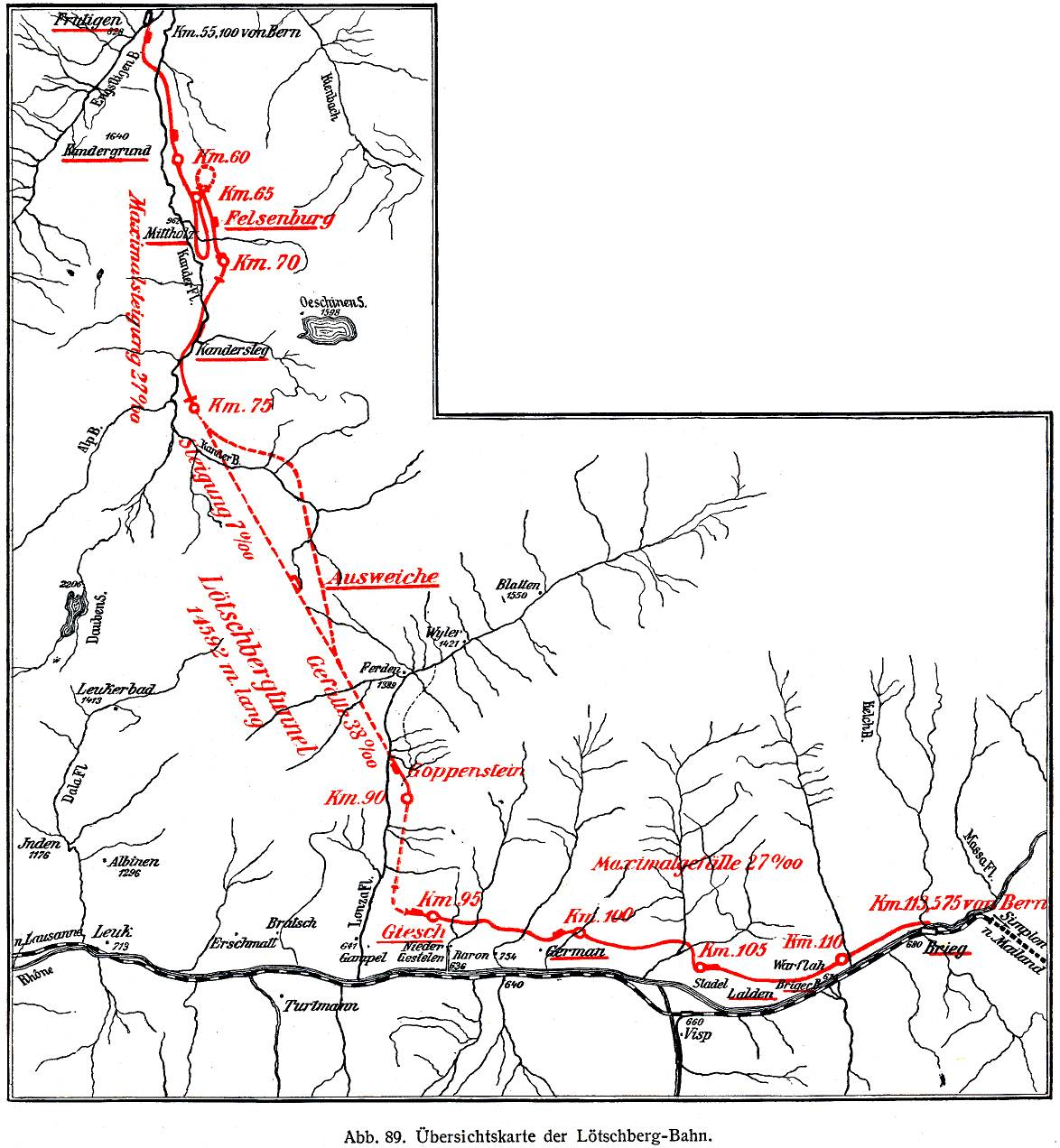
Lage des Lötschbergtunnels zwischen km 75 und 90: Ursprünglich geplanter gerader Verlauf und realisierte Umgehung, Streckenpositionen hier in km ab Bern.

### Baubeginn
Am 15. Oktober 1906 begannen die Arbeiten mit dem Abtrag von Bergschutt vor dem künftigen Nordportal des Tunnels. Am 1. November begannen in Goppenstein die Bauarbeiten für den Tunnel selbst, einen Tag später auch auf der Nordseite bei Kandersteg. Zunächst wurde im Tunnel mit bescheidenen Mitteln von Hand gearbeitet. Mechanische Bohrhämmer trafen in Kandersteg im Januar 1907 ein und wurden ab 7. März eingesetzt. Im Süden dauerte die Anlieferung der Bohrhämmer einige Monate länger und die maschinellen Bohrungen begannen dort erst am 9. April 1908. Mitschuld an dieser Verspätung waren unter anderem Verzögerungen beim Bau der beiden Betriebsstrecken von Frutigen und Naters hinauf zu den Tunnelportalen. Die Bohrhämmer und die Stollenlokomotiven wurden mit Druckluft betrieben. Der Hauptstollen hatte eine Breite von 3,5 Metern: An der Tunnelfront arbeiteten 17 bis 20 Mineure in Achtstundenschichten sieben Tage in der Woche. Einzig während der Oster- und Weihnachtsfeiertage wurden die Bohrungen kurz unterbrochen.
Im August 1907 wurde eine Bundessubvention für den Doppelspurausbau des Tunnels genehmigt und das Lichtraumprofil auf 8,8 Meter angehoben. Anfang 1908 arbeiteten rund 1700 Personen an dem Tunnel, wobei dies zum grössten Teil Gastarbeiter italienischer Herkunft waren. Die rund 220 Ingenieure und Vorarbeiter waren überwiegend Schweizer und Franzosen. Die meisten hatten bereits bei ähnlichen Grossprojekten Erfahrungen auf der ganzen Welt gesammelt und kamen zum Teil direkt vom Bau des Simplontunnels dorthin.

### Unfälle
Am 29. Februar 1908 ging nach tagelangem Schneefall auf der Südseite eine Lawine nieder und verschüttete die Unterkunft der Arbeiter. 25 Menschen kamen dabei ums Leben.
Am 24. Juli 1908 erfolgte gegen 4 Uhr morgens in einer Tiefe von 2600 Metern eine Sprengung in die 100 Meter weiter oben erwarteten Lockergesteine des Gasterntals. Sofort drangen etwa 7000 Kubikmeter Sand-, Kies- und Schlammmassen 1,5 Kilometer weit in den Stollen ein und begruben alles auf ihrem Weg. 26 Arbeiter wurden verschüttet und getötet. Einzig die Leiche von Vincenzo Aveni wurde gefunden und stellvertretend für alle seine Kameraden auf dem Friedhof von Kandersteg begraben. Im Gasterntal entstand eine Geländesenkung von 3 m Tiefe.

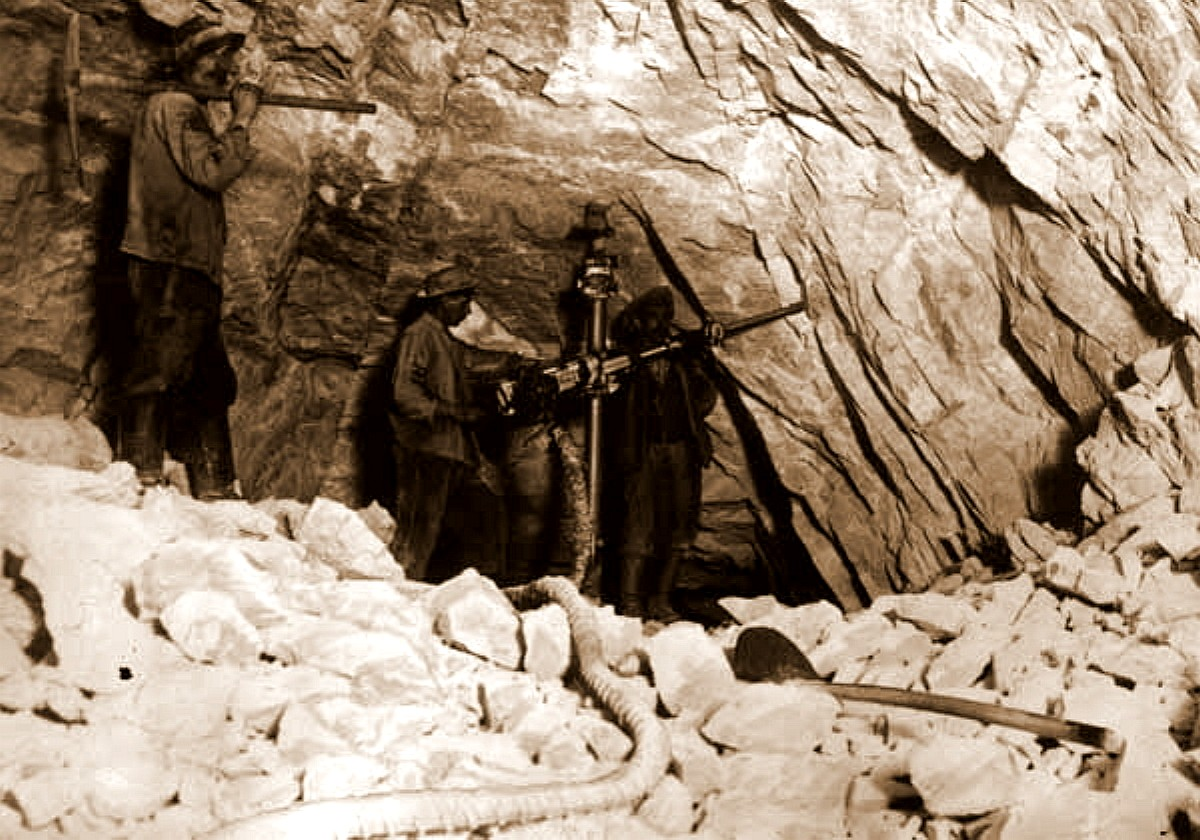
Lötschbergtunnel im Bau
Talquerschnitt am Einbruch
Geologische Karte am Einbruch
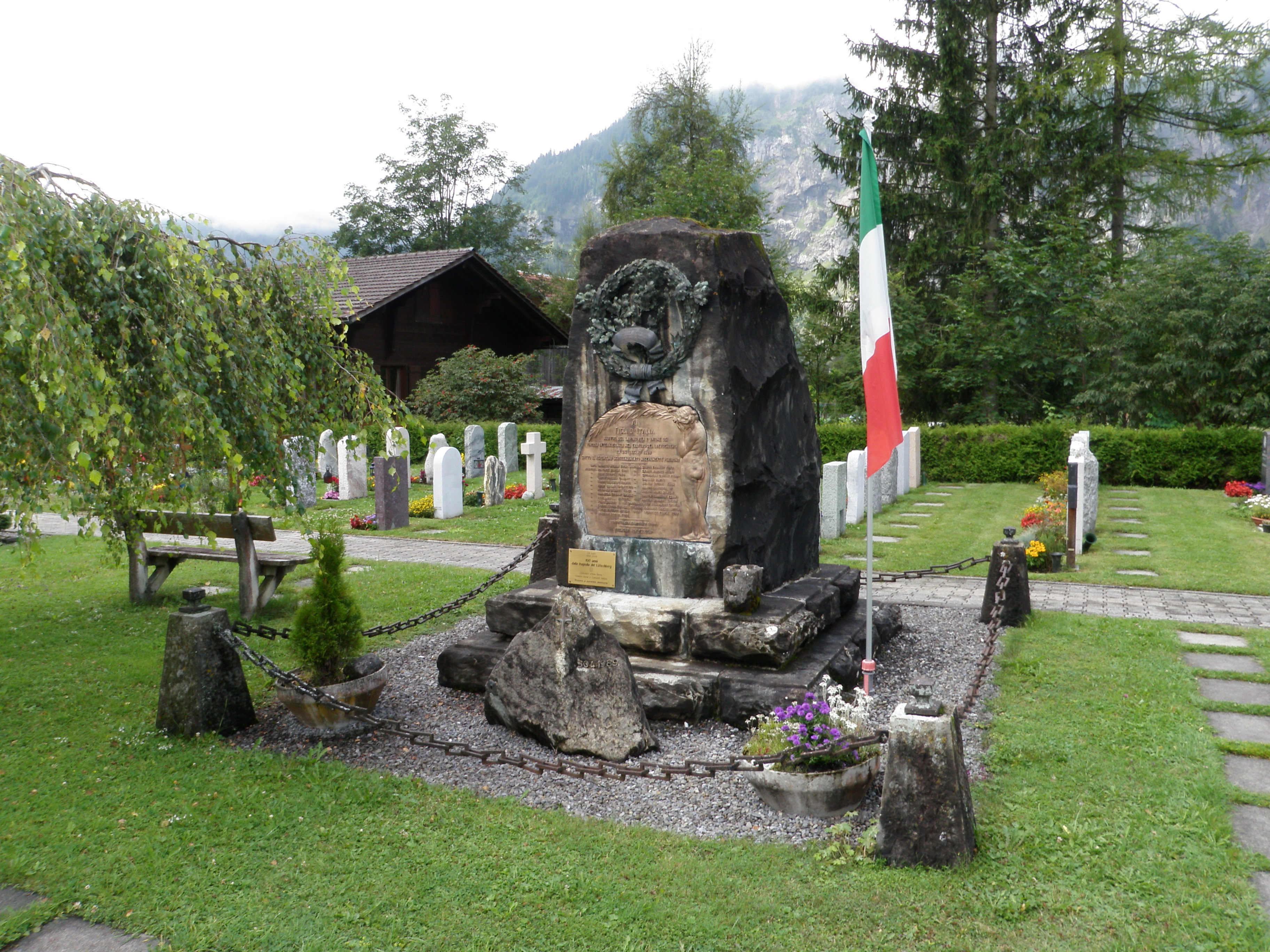
Denkmal auf dem Friedhof von Kandersteg für die am 23. Juli 1908 ums Leben gekommenen Arbeiter

Noch während der Unfalluntersuchung entschied die EGL, die Bauarbeiten wieder aufzunehmen. Zuerst war geplant, auch nach diesem Unfall die ursprüngliche, geradlinige Vortriebsachse beizubehalten. Das Vordringen in den verschütteten Stollen wurde mehrmals versucht, durch immer wieder nachrutschenden Schutt aber verhindert. Das Tunnelkonsortium stellte darauf seine Arbeiten bis zur Zustimmung einer Umgehung durch die BLS-Geschäftsleitung ein. Am 4. August 1908 wurde von der EGL der alte Stollen zugemauert und damit auch die 25 Leichen der italienischen Mineure für immer im Berg belassen.
Der Bundesrat genehmigte im Dezember 1908 den Bau des Umgehungsstollens mit der resultierenden geschwungenen Linienführung des Tunnels. Die Vortriebsarbeiten wurden am 15. Februar 1909 wieder aufgenommen. Durch die neue Stollenführung wurde das Gasterntal bei Kilometer 5,1 ohne Probleme unterfahren und der Tunnel verlängerte sich um 807 Meter. Daraus ergab sich eine neue Gesamtlänge des Lötschbergtunnels von 14'612 Metern.
Am 20. Januar 1910 versperrte eine alljährlich niedergehende Lawine, die Rücklaui, das Südportal des Tunnels. In die Schneemassen musste eine Öffnung gegraben werden, um die 30 im Stollen verbliebenen Mineure herausholen zu können. Die beiden Portale wurden in der Folge zum Schutz vor Steinschlag und Lawinenniedergängen mit Einhausungen um 15 Meter auf der Nordseite und um 55 Meter auf der Südseite verlängert.

### Durchstich
Am 31. März 1911 durchstach ein Bohrhammer der Südseite die letzte, ca. 80 cm dicke trennende Wand. Mit Handbohrhämmern wurde das Loch vergrössert und die beiden Ingenieure reichten sich die Hand. Als Ausgleich durften die Mineure der Nordseite die finale Sprengung zünden. Durch zwölf Dynamitstäbe brach um 03:55 Uhr bei Meter 7367,29 vom Nordportal und Meter 7237,80 vom Südportal die trennende Wand durch.
Die Differenz beim Aufeinandertreffen betrug im Gegenortvortrieb trotz des Umgehungsstollens horizontal nur 25,7 cm und in der Höhe 10,2 cm. Am 31. März 1912 wurden die Ausbruchsarbeiten beendet. Die Bauarbeiter und Maschinen fanden daraufhin bei den beiden Tunnelbauten des Mont-d’Or-Tunnels und des Grenchenbergtunnels erneuten Einsatz.

### Inbetriebnahme
Die Schienen für die Normalspur wurden ab dem 20. Juli 1912 verlegt und waren am 28. September für das zunächst einspurige Gleis durchgehend befahrbar. Nach der Fertigstellung des zweizügigen Gleiskörpers und der Installation der Fahrdrahtleitungen fuhr am 3. Juni 1913 die erste Elektrolokomotive durch den Tunnel. Drei Tage später nahm die Eidgenössische Behörde den Tunnel ab und erteilte die Betriebsbewilligung. Am 15. Juli 1913 wurde die Lötschberglinie dem öffentlichen Verkehr übergeben.

### Sanierung
Von 2018 bis ursprünglich Ende 2022 sollte der Oberbau im Tunnel für 105 Millionen Franken erneuert und dabei eine Feste Fahrbahn eingebaut werden. Die Sanierungskosten der Marti AG haben sich inzwischen von ursprünglich 89 Millionen auf 157 Millionen Franken erhöht unter Verzögerung der Bauarbeiten bis Ende 2023. Im Rahmen der Verhandlungen mit der Baufirma einigte man sich auf 130 Millionen Franken, wobei auf 1,3 Kilometer Strecke vor dem Südportal nur der alte Schotterdamm saniert werden sollte. Die Feste Fahrbahn sollte später in einem separaten Bauvorhaben gebaut werden. Nach Intervention des Bundesamts für Verkehr wird nun doch die gesamte Tunnellänge mit einer Festen Fahrbahn versehen. Die Fertigstellung der Tunnelsanierung sollte sich bis Ende 2024 verzögern. Die Kostenprognose für die 1,3 Kilometer liegen bei 13 Millionen Franken. Nach einer Mitteilung vom Juni 2023 wurde die Rhomberg Sersa Rail Group unter der Federführung des Bahntechnik-Unternehmens Rhomberg beauftragt, die Schotterfahrbahn im Südabschnitt durch eine Feste Fahrbahn zu ersetzen. Dafür sind 11 Millionen Franken vorgesehen. Die Gesamtkosten der Fahrbahnsanierung sollen nunmehr 180 Millionen Franken betragen. Die Mehrkosten wurden u. a. mit Nachforderungen der Marti AG, unvorhersehbaren Ereignissen sowie der Teuerung begründet. Im August 2024 wurde bekannt, dass im nördlichen Teil des Tunnels bereits Schäden an der neuen Betonfahrbahn festgestellt wurden. Schliesslich konnten die Arbeiten für den Einbau der festen Fahrbahn am 4. Oktober 2024 abgeschlossen werden. Für die bereits entstandenen Schäden klärt die BLS derzeit das Vorgehen zur Behebung ab.
Bei der ordnungswidrigen Entsorgung von 200 Tonnen Betonschlamm aus der Sanierung des Lötschbergtunnels kam es zum Umweltskandal im Steinbruch Blausee-Mitholz.

## Daten
- Länge: 14'812 Meter
- Höhe Nordportal: 1200 m ü. M.
- Höhe Südportal: 1216 m ü. M.
- Scheitelpunkt: 1239,54 m ü. M.
- Neigung Nordseite: 5390 m = 7 ‰; 1690 m = 3 ‰
- Neigung Südseite: 4328 m = 3,8 ‰; 2819 m = 2,415 ‰
- Neigung Tunnelmitte: 308 m = 0 ‰

## Daten Autoverlad
- Streckenlänge Autoverlad Goppenstein – Autoverlad Kandersteg: 16'700 m
- Länge Autozug: 390 m
- Höchstgeschwindigkeit: 110 km/h
- Fahrzeit: 13–15 min
- Verladekapazität: 78 Autos